# 汉斯·德默尔特
汉斯·格奥尔格·德默尔特（德語：Hans Georg Dehmelt，1922年9月2日—2017年3月7日），德国-美国物理学家，1989年获诺贝尔物理学奖。

## 生平
汉斯·德默尔特出生于德国格尔利茨，在柏林长大的。1940年中学毕业后他在一个机动防空部队中当兵。他於斯大林格勒战役中倖存，然后被陆军遣送到布雷斯劳大学学習物理。1944年他被派往西部战线，在突出部之役中被美军俘虏。1946年他被释放后继续在哥廷根大学学习，他的导师包括理查德·贝克、沃纳·海森堡、马克斯·冯·劳厄、沃尔夫冈·保罗和马克斯·普朗克。在普朗克的葬礼上他甚至被选为抬棺材的人之一。1948年他大学毕业，他的毕业論文是关于汤普森质谱。1949年他获得博士学位，他的博士论文的题目是《碘化物晶体中的核四极频率》。他首先在杜克大学待了两年后1952年去西雅图的华盛顿大学。1955年他在华盛顿大学成为助理教授，1958年提升为破例教授，1961年称为正式教授。2002年他退休。
德默尔特第一次婚姻有一个儿子和一个孙子，他前妻逝世后他与一位物理学家结婚。1961年他获得美国公民权。
2017年3月7日，德默尔特以高齡94歲於美國西雅圖去世。

## 成就
1956年德默尔特首次描写了离子阱对高分辨率质谱的优点。此后他开始研究怎样建造离子阱。1959年他成功地将电子在一个多腔磁控管中限制了10秒钟，后来的彭宁离子阱就是按照这个原理运行的。1973年德默尔特与戴维·瓦恩兰等合作持久保存一个单独电子并建造了一个电子振荡器。在此后的数年终他不断改善这个技术，1987年他以此非常精确地测量了电子和正电子的電子自旋g因子。
1989年德默尔特与沃尔夫冈·保罗一起因为“开发离子阱技术”分享诺贝尔物理学奖的一半，诺曼·拉姆齐获得了另一半。